# Rhachidosorus truncatus
Rhachidosorus truncatus är en ormbunkeart som beskrevs av Ren-Chang Ching. Rhachidosorus truncatus ingår i släktet Rhachidosorus och familjen Rhachidosoridaceae. Inga underarter finns listade.